# Runenstein von Alstad

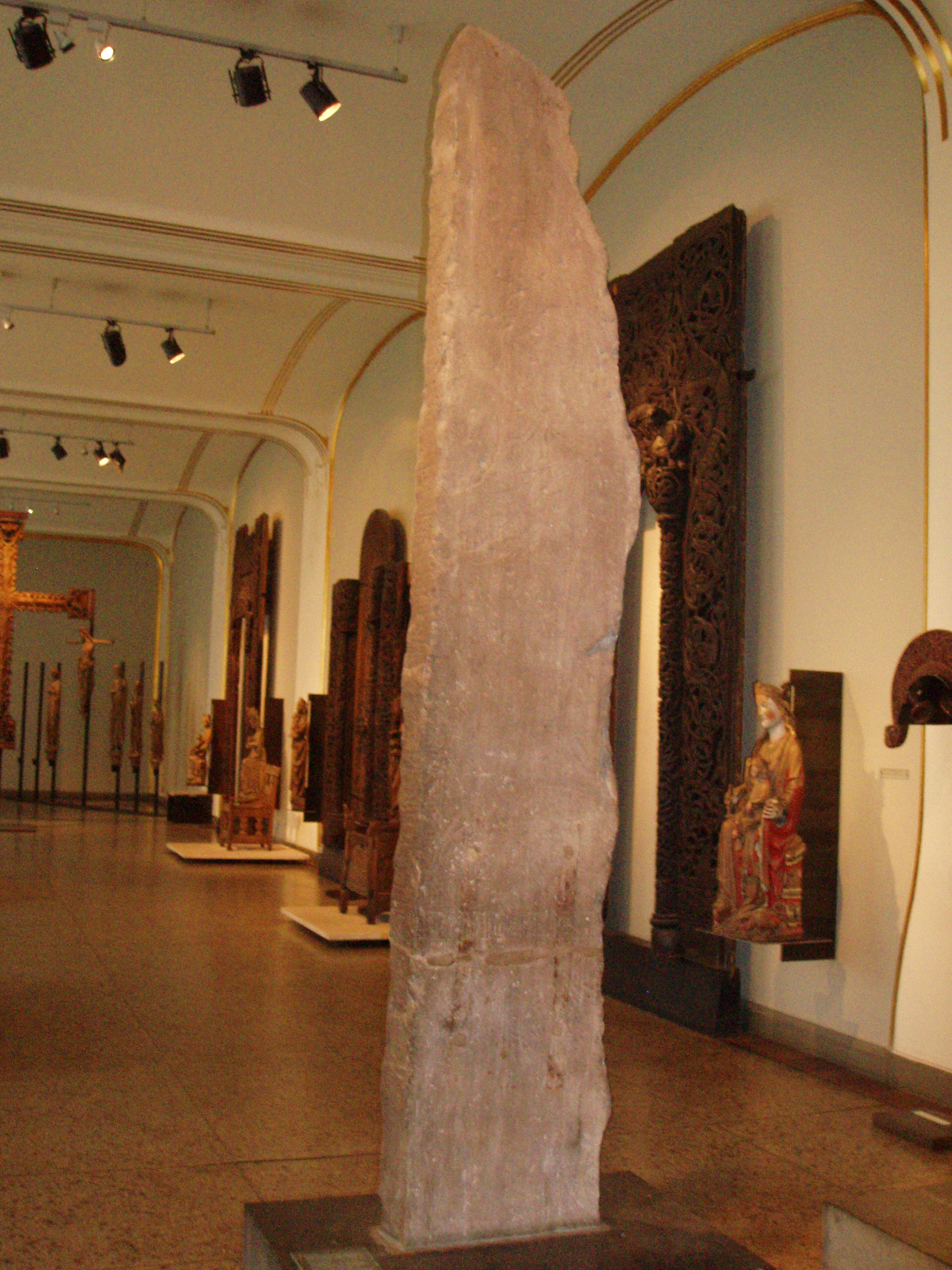
Runenstein von Alstad

Der Runenstein von Alstad (norwegisch Alstadstenen, mit den Inschriften N 61 und N 62) ist ein norwegischer Runenstein aus dem späten 10. Jahrhundert mit reichen Verzierungen im Ringerike-Stil. Er steht im Museum für Kulturgeschichte an der Universität Oslo und stammt vom Hof Alstad, nordöstlich vom Weiler Lena in der Kommune Østre Toten bei Raufoss im Süden von Oppland.
Der Alstadstein ist etwa 2,7 hoch, 40 cm breit und 13 Zentimeter dick. Der längliche Runenstein aus rotem Sandstein ist auf beiden Breitseiten mit Bildern im Ringerike-Stil und mit zwei verschieden alten von unten nach oben zu lesenden Inschriften versehen. 
Die älteren Inschrift besagt, dass Jórunnr den Stein nach ihrem Ehemann aufrichtete.
Zwischen 1050 und 1075 wurde unter den Bildern der Vorderseite eine neue waagerechte, dreizeilige Inschrift in Stutzrunen (mit punktierten Runen) hinzugefügt. Diese besagt, dass Engli den Stein nach seinem Sohn Thóraldr errichtete, der in Vitaholmr (Weißen Holm) zwischen Ustaholm und Gardarike umgekommen ist. Vitaholm gilt als alter Name für Kiew und Gardar war der alte Name für Russland. Damit zählt der Stein zu den etwa 30 Gardarike- oder Waräger-Runensteinen.
Der Stein wird erstmals im Jahr 1600 erwähnt, als er sich vor dem Hauptgebäude der Farm befand. Um 1830 wurde er durch einen umstürzenden Baum beschädigt, der den Stein an der Unterseite der Basis abbrach. Er wurde repariert, wieder aufgebaut, und 1854 fotografiert. Im Jahr 1913 kam der Stein in das Geschichtsmuseum und stand viele Jahre am Eingang des Historischen Museums.
Auf der Vorderseite des Steines fliegt ein Raubvogel nach oben. Unter dem Vogel sind ein Hunde, Pferd und Reiter dargestellt. Einer mit einem Vogel auf der Hand. Die Pferde und Hunde im Bild bewegen sich von rechts nach links. Alle Tiere sind im Profil und leicht zu sehen. Die Darstellung wurde als Jagdszene interpretiert.
Der wegen seiner NS-Vergangenheit umstrittene deutsche Archäologe Peter Paulsen (1902–1985) verband das Falkensymbol mit der Rurikiden-Dynastie in Russland und der Warägergarde in Byzanz.